# 양산 통도사 서운암 훈유어필
양산 통도사 서운암 훈유어필(梁山 通度寺 瑞雲庵 訓諭御筆)은 대한민국 경상남도 양산시 하북면 지산리 583, 통도사에 있는 책이다. 2018년 12월 20일 경상남도의 문화재자료 제653호로 지정되었다.

## 지정 사유
「양산 통도사 서운암 훈유어필」은 영조 19년(1743) 3월 17일 관례를 치루는 사도세자를 위해 영조가 전달 그믐 2월 30일에 짓고 쓴 것이다. 즉 영조가 사도세자의 관례를 행할 때 세자에게 지어준 교훈과 경계의 글을 모은 탁본집이라 할 수 있다. 영조연간에 하사된 서첩은 녹색 구름무늬 비단(柳綠雲紋紗)으로 겉을 꾸미고 안쪽 탁본을 닥지로 돌려 회장(回裝)하였다고 하였으므로 「양산 통도사 서운암 훈유어필 」도 영조 년간에 제작되었을 것으로 추정된다.
이 자료는 탑첩의 형태로 구성된 영조가 사도세자의 관례를 행할 때 직접 지은 훈유어필로서 그 역사적 가치가 있다. 다만 제작 및 인출 연도가 불분명하고, 당시 훈유를 음각한 석판 22매가 국립고궁박물관에 온전하게 보존되어 있기 때문에 경상남도 문화재자료로 지정한다.